# 제네시스 인비테이셔널
제네시스 인비테이셔널(Genesis Invitational)은 미국 캘리포니아주 로스앤젤레스 퍼시픽팰리세이즈에서 열리는 프로 골프 대회로, 2011년에 창설되었다.